# Emanuel Andrade
Emanuel Alejandro Andrade Colmenares (nacido en 11 de septiembre de 1996) es un jinete de salto olímpico venezolano.

## Carrera
Compitió en los Juegos Olímpicos de Verano de 2016 en Río de Janeiro, donde terminó en el puesto 61 en la competición individual, acumulando 13 penalizaciones en total durante la primera ronda de clasificación.
Andrade compitió en los Juegos Ecuestres Mundiales de 2014, donde ocupó el puesto 19 por equipos y el 70 en la competición individual de salto. También participó en varios juegos regionales, incluidos los Juegos Panamericanos de 2015.

## Vida personal
Emanuel es hijo de Alejandro Andrade, tesorero general de Venezuela entre 2007 y 2011, durante el gobierno de Hugo Chávez, y sentenciado por lavado de dinero en los Estados Unidos en 2018.
Salió del armario en un post de Instagram en 2018, presentando a su pareja.